# XVIIIe corps (armée de l'Union)
Le XVIIIe corps est un corps d'armée de l'armée de l'Union pendant la guerre de Sécession.

## Origines et composition
Le XVIII corps est créé le 24 décembre 1862. Il est initialement composé de cinq divisions stationnées en Caroline du Nord, étant l'un des plus importants dans l'armée de l'Union (bien que deux sont détachées pour rejoindre les X corps au début de 1863), et placé sous le commandement du général John G. Foster. En août 1863, la plupart des unités initiales du corps sont dissoutes ou transférées ailleurs, mais la division du brigadier général George Getty (anciennement du IX corps) et la majeure partie du récemment abandonné VII corps en provenance de Virginie sont rebaptisés en XVIII corps.

## Opérations
Au cours du printemps de 1864, le corps - maintenant commandé par le général William Farrar Smith, un ancien du VI corps - est transféré à Yorktown, en Virginie, pour rejoindre l'armée de la James du major général Benjamin Butler. Le corps joue un rôle majeur dans les opérations qui échouent à Bermuda Hundred, et est également fortement engagé à Cold Harbor. Le 12 juin 1864, le lieutenant général Ulysses S. Grant envoie Smith pour une marche surprise pour capturer Petersburg aux forces de la Confédération avant que Robert E. Lee ne puisse apporter la majeure partie de l'armée de Virginie du Nord. Lors de la deuxième bataille de Petersburg, du 15 au 18 juin 1864, Smith mène des attaques initiales réussies contre les défenses en infériorité numérique du général P. G. T. Beauregard ; mais après avoir repoussé les hommes de Beauregard hors de leurs retranchements le 15, Smith, craignant contre-attaque confédérée, perd son sang froid et n'appuie pas l'attaque alors qu'il aurait pu capturer facilement la ville.

## Commandants
Smith est relevé de son commandement en juillet en raison du mauvais état de santé, et il est remplacé par Edward O. C. Ord et, plus tard par Godfrey Weitzel. Charles A. Heckman commande brièvement le corps à la suite de la blessure du général Ord au cours de la bataille de Chaffin's Farm. John Gibbon est temporairement commandant du corps d'armée au mois de septembre 1864. Le corps occupe la ligne des tranchées le plus proche de la ligne principale confédérée, et subit de lourdes pertes, ayant des escarmouches presque quotidiennement pendant un mois. Le corps est relevé de sa position par le X corps, le 26 août, et le corps est d'abord envoyé à Bermuda Hundred, et plus tard jusqu'à la rive nord du fleuve James. Sa première division prend part à l'attaque réussie sur le fort Harrison, le 29 août, lors de la bataille de Chaffin's Farm. Le corps est également engagé le 27 octobre lors de la deuxième bataille de Fair Oaks, et combat sur le même terrain que la première bataille de mai 1862. Le corps est finalement abandonné en décembre 1864 ; comme le X corps, ses unités blanches vont rejoindre le nouveau XXIV corps, tandis que ses unités noires rejoignent XXV corps.